# Morawianie (partia)
Morawianie (cz. Moravané) – mała, nieparlamentarna partia polityczna działająca na Morawach i Śląsku Czeskim. Powstała 17 grudnia 2005 roku z połączenia Ruchu Autonomii Moraw i Śląska (cz. Hnutí samosprávné Moravy a Slezska) oraz Morawskiej Partii Demokratycznej (cz. Moravské demokratické strany). W latach 90. ta ostatnia wchłonęła większość partii morawskich, tj. Morawską Partię Narodową, Unię Chrześcijańsko-Społeczną, Partię Rolniczą i wiele innych.
Partia ta jest przedstawicielem tzw. ruchu morawskiego działającego na rzecz nadania autonomii Morawom i Śląskowi Czeskiemu. Członek Wolnego Sojuszu Europejskiego, posiada 65 miejsc w radach gmin.